# Крушенец
Крушенец е бивше село в Егейска Македония, Гърция, на територията на дем Нестрам, област Западна Македония.

## География
Селото е било разположено в землищета на село Чука.

## История
Село Крушенец е било малко българско село, изоставено в размирното време в края на XVIII век при конфликта на Али паша Янински и други албански феодали с централната власт. Жителите му са отведени в Епир. След 30 години някои от тях се връщат и основават Чука.